# Дајмондхед (Мисисипи)
Дајмондхед (енгл. Diamondhead) насељено је место без административног статуса у америчкој савезној држави Мисисипи.

## Демографија
По попису из 2010. године број становника је 8.425, што је 2.513 (42,5%) становника више него 2000. године.
| Група             | 2000.         | 2010.         |
| Белци             | 5.506 (93,1%) | 7.692 (91,3%) |
| Афроамериканци    | 105 (1,8%)    | 243 (2,9%)    |
| Азијати           | 52 (0,9%)     | 92 (1,1%)     |
| Хиспаноамериканци | 174 (2,9%)    | 278 (3,3%)    |
| Укупно            | 5.912         | 8.425         |